# Деалу Каселор (Алба)
Деалу Каселор (рум. Dealu Caselor) насеље је у Румунији у округу Алба у општини Салчуа. Oпштина се налази на надморској висини од 659 m.

## Становништво
Према подацима из 2002. године у насељу је живело 113 становника, од којих су сви румунске националности.